# Proctotrupes gravidator
Proctotrupes gravidator is een vliesvleugelig insect uit de familie Proctotrupidae. De wetenschappelijke naam is gepubliceerd in 1758 door Linnaeus in de tiende editie van Systema naturae.